# Merindad de Liébana-Pernía

Escudo de Cervera de Pisuerga

La merindad menor de Liébana-Pernía (Meryndat de Lieuana e Pernia) fue una división administrativa de la Corona de Castilla, vigente durante la Edad Media, cuya descripción figura en el libro Becerro de las Behetrías de Castilla, redactado por las Cortes de Valladolid de 1351, cuando el estamento de los hidalgos solicitó al rey Pedro I la desaparición de las behetrías mediante su conversión en tierras solariegas.

## Ámbito territorial
Esta merindad a caballo sobre la cordillera Cantábrica, se extendía casi a partes iguales entre las provincias actuales de Cantabria y Palencia. Antaño no existía esa divisoria administrativa creada en el siglo XIX y las tierras de uno otro lado formaban una estrecha unidad. Además se integraba un pueblo hoy leonés, Llánaves de la Reina, que acudía a los pastos del puerto de San Glorio.

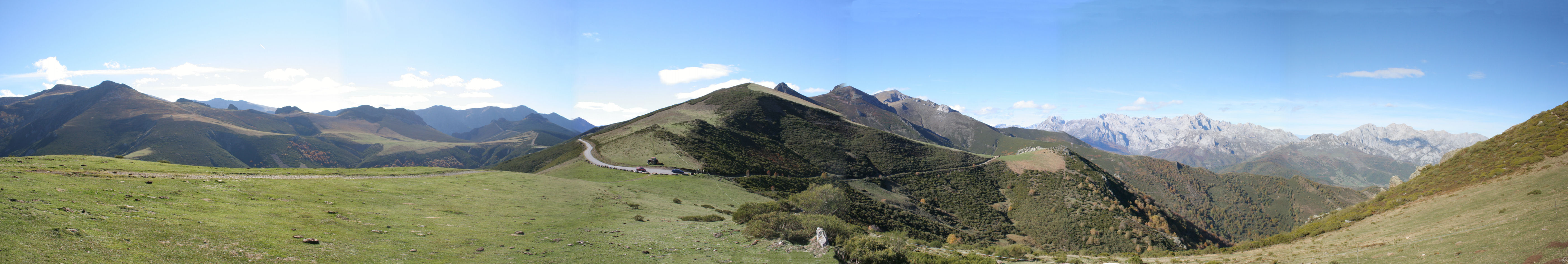
Vista de los Picos de Europa desde el puerto de San Glorio (1609 m), en el límite entre Cantabria y la provincia de León

La villa de Cervera de Pisuerga (Çeruera o Çernera) ha sido considerada su cabeza o capital, por ser la población más importante.
En toda la merindad no se había formado ninguna villa con jurisdicción sobre aldeas, aunque existe el poblamiento disperso.
En el Becerro de las Merindades de Castilla corresponde a esta merindad menor 128 entidades, de ellas dos monasterios, y dos barrios; en total 130 entidades, 115 lugares poblados y 15 lugares despoblados, con una extensión superficial de 1295,63 km², correspondiendo a tres provincias: Cantabria con 648,07, Palencia con 638,06 y León con 9,50 km².
Su forma es regular y limita al norte con la merindad de Asturias de Santillana; al sur con las merindades de Monzón y de Saldaña; al este con la Merindad de Aguilar; y al oeste con el Reino de León.
Su territorio se sitúa en ambas vertientes de la cordillera Cantábrica vertiendo sus aguas al mar Cantábrico los ríos Deva, Nansa, Saja y Besaya; y en la cuenca del Duero los ríos Carrión y Pisuerga

## La Pernía

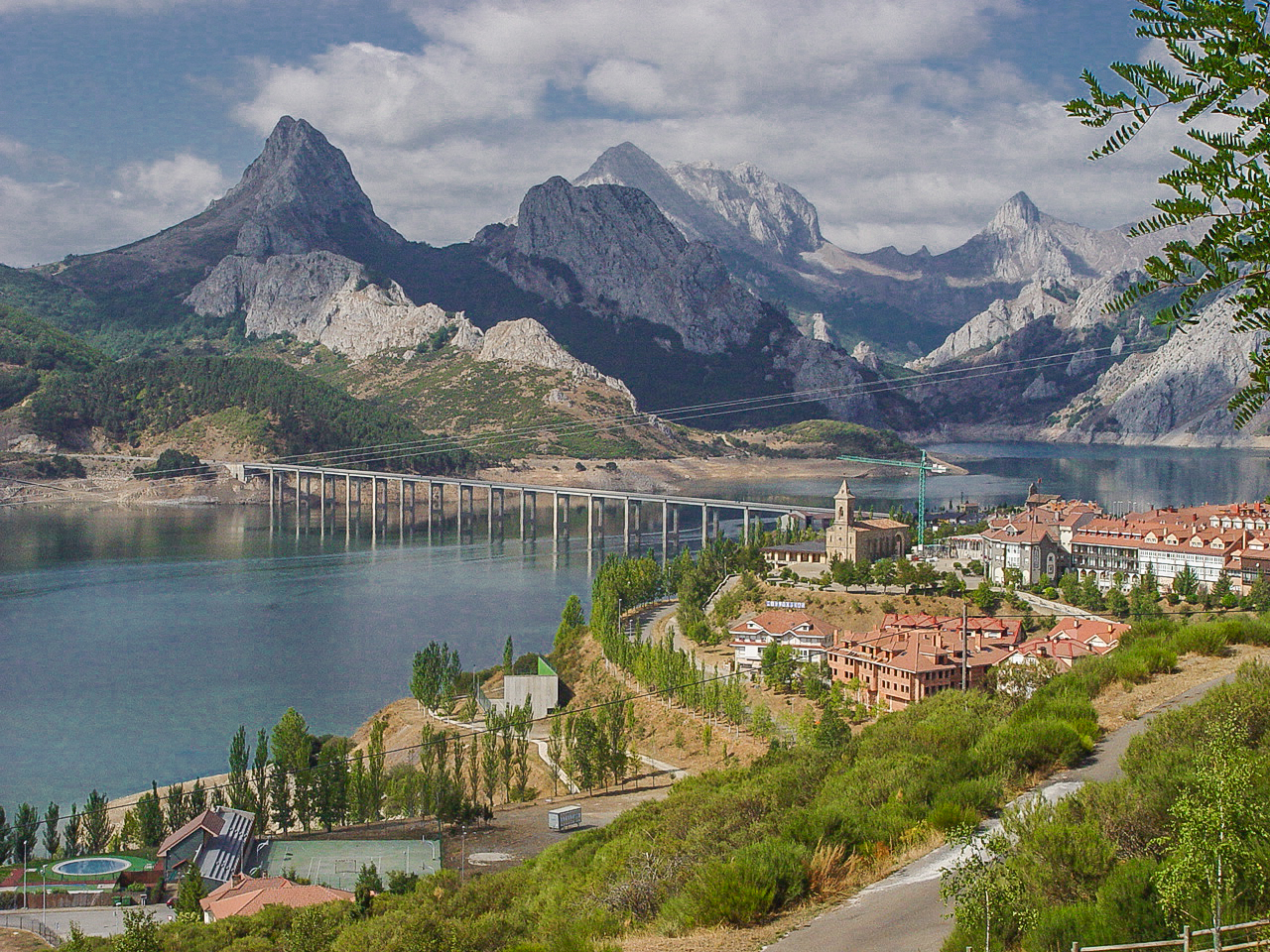
Embalse de Riaño

Al sur de la cordillera en la Montaña Palentina se integraban 54 entidades de población y 2 barrios, estos últimos hoy despoblados. De estos 54 lugares siguen poblados 44, mientras 10 se han despoblado, uno de ellos sumergido por el embalse de Riaño.
Todos los núcleos actuales de población quedan recogidos en el Becerro, excepto Areños en el ayuntamiento de Redondo.
La merindad se extiende parcialmente por los términos de Salinas de Pisuerga y San Cebrián de Mudá (aldeas de Gramedo y Vergaño ) que comparten su territorio con otros lugares de la merindad de Aguilar.

## Liébana
Al norte de la cordillera o parte cántabra se integraban 73 entidades de población, divididos en 69 poblados, dos despoblados y sendos monasterios ; Santo Toribio, hoy habitado, y San Juan de Naranco, despoblado. Gonzalo Martínez Díez destaca como en esta comarca el índice de despoblamiento es el más bajo de todas las merindades.
Comprende estos siete municipios: Vega de Liébana, Pesaguero, Camaleño, Potes, Cillorigo de Liébana, Cabezón de Liébana y Polaciones. El lugar de Tresviso formaba parte de Asturias de Santillana.
La comarca se caracteriza por un poblamiento disperso en pequeños barrios agrupados en concejos y estos en valles que son sus actuales municipios. El Becerro reseña todos los concejos pero omite los barrios. Bajo este criterio notamos la ausencia de los siguientes barrios:
- En Polaciones:

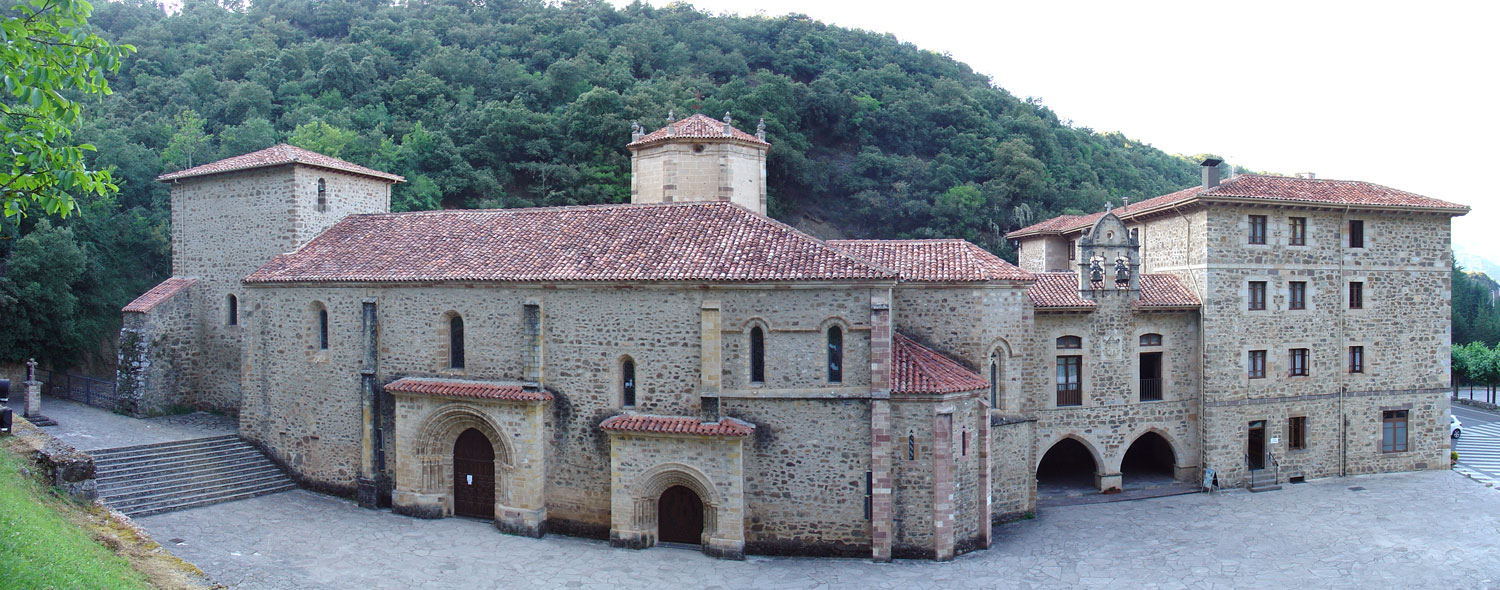
Monasterio de Santo Toribio de Liébana

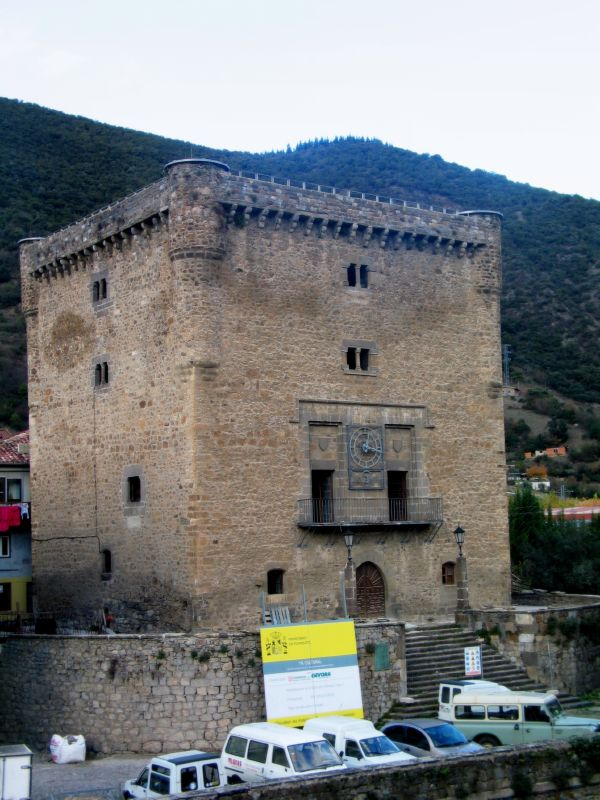
Torre del Infantado en Potes

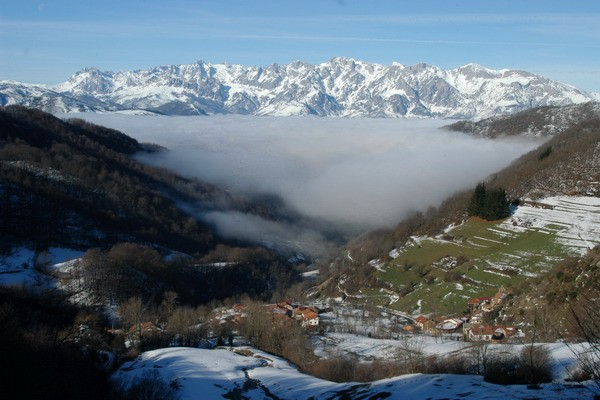
Los Picos de Europa desde la localidad de Lamedo

  - Lombraña su barrio de Puente Pumar

- En Pesaguero:
  - La Parte barrio de Pesaguero
  - Basieda, barrio de Lomeña

- En Cabezón:
  - Aceñaba y Ubriezo, barrios de Piasca
  - Lubayo, barrio de Frama

- En Vega de Liébana:
  - Señas y Valcayo, barrios de Vega
  - Cucayo, barrio de Dobres
  - Vada, barrio de Pollayo

- En Camaleño:
  - El propio Camaleño, Beares, Bodia, La Frecha y San Pelayo, barrios del antiguo concejo de Baró
  - Areños, Quintana y Treviño, barrios de Cosgaya
  - Las Ilces y Pido, barrios de Pembes
  - Mieses y Congarna, barrios de Turieno
  - Bárcena, Besoy, Los Llanos, Llaves, Redo, Sebrango y Vallejo, barrios de Mogrovejo
  - Brez, barrio de Lon

En el ayuntamiento de Cillorigo de Liébana bajo el nombre de Concejo de Bedoya se comprenden sus seis barrios: Cobeña, Esanos, Pumareña, Salarzón], San Pedro y Trillayo
Como San Sebastián de Liébana se designa el concejo fornado por estos cuatro barrios: Aliezo, Layo, Puente-Hojedo y Tama.

## Adelantamiento
En 1502 se divide el adelantamiento de Castilla en dos partidos: el de Burgos y el de Campos, estando al frente de cada uno un único alcalde mayor, que acabarán derivando en sendos adelantamientos. Esta merindad pasa a integrar el partido de Campos, junto con las merindades menores de Liébana, Saldaña, Monzón, Campos, Infantado y Cerrato.

## Fuentes

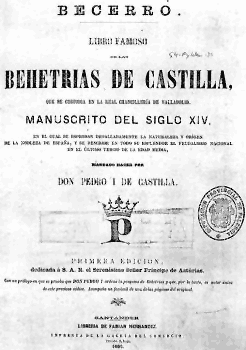
Becerro de las Behetrías, edición de 1886